# Ormelle

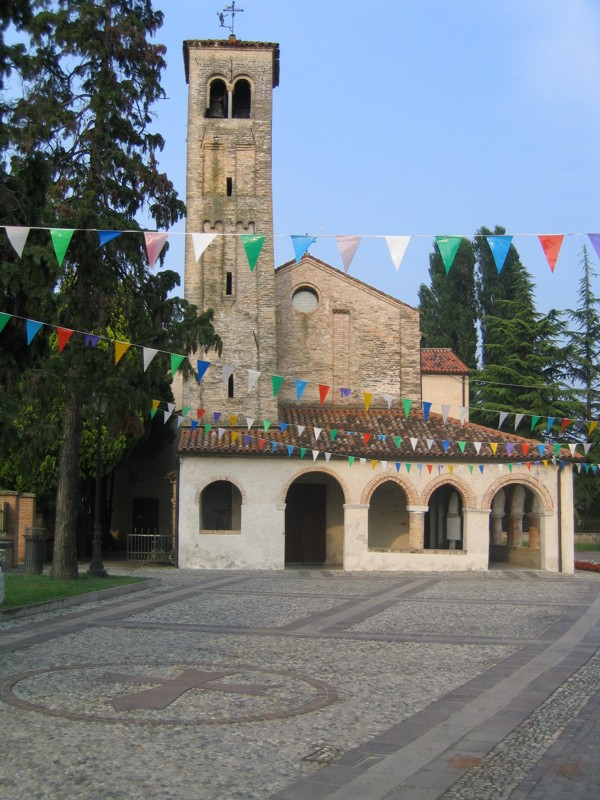
Kirche im Ortsteil Tempio von Ormelle

Ormelle ist eine nordostitalienische Gemeinde (comune) mit 4543 Einwohnern (Stand 31. Dezember 2023) in der Provinz Treviso in Venetien. Die Gemeinde liegt etwa 18,5 Kilometer nordöstlich von Treviso zwischen Lia und Piave.

## Geschichte
Im Ortsteil Tempio befinden sich noch heute Überreste von Bauten des Templerordens.